# Ombres xineses
Les ombres xineses, precedents del teatre d'ombres, parteixen d'un joc popular basat en un efecte òptic teatralitzat que consisteix en col·locar les mans entre una font de llum i una pantalla o paret, de manera que la posició i el moviment de les mans projecta ombres a la pantalla que representen figures estàtiques o en moviment. A part de fer-se servir les mans, també es poden utilitzar titelles de tija per representar els diferents personatges de la funció. Les ombres xineses no van néixer a la Xina, malgrat el que indica el seu nom, sinó a l'illa de Java, aproximadament uns cinc mil anys abans de la nostra era. Constitueixen una de les més antigues arts del teatre de titelles i marionetes.
A Java, les titelles eren pintades amb colors variats i daurats. La raó de fet era que els homes contemplaven l'espectacle de cara, com si l'espectacle es tractes d'unes titelles corrents; en canvi, les dones no podien veure l'espectacle com els homes sinó que l'havien de veure des de darrere. Elles eren les que veien l'espectacle autèntic.

## Origen i desenvolupament
Descobertes, molt possiblement, per l'home primitiu davant del foc a la seva caverna com un símbol religiós, el joc infantil de les ombres xineses, concebut com a recurs dramàtic i espectacle d'origen màgic, desenvolupà a Orient diferents exemples de teatre d'ombres, a partir de diferents tipus de titelles de tija, principalment, i altres dramatitzacions amb titelles d'ombres i de cordes, com el Wayang javanès, a Indonèsia, i més endavant, a Europa, el Karagöz turc i el grec Karaguiosis.
Els espectacles d’ombres es van anar desplaçant cap a Europa passant pel Pròxim Orient, Pèrsia, Turquia i Grècia.
Al s. XVII varen arribar a l' Europa Occidental.

### El teatre d'ombres Javanès
Aquest tipus de teatre basat en un joc d'ombres i llums creats a partir d'unes figures elaborades de forma artesanal, va néixer a l'illa de Java, Indonèsia. Aquesta classe de teatre rebia originalment el nom de "Wayang Kulit", nom que també rebien les figures que el representaven, les quals estaven fetes amb pell d'animal que posteriorment havien treballat i acolorit a consciència per tal de donar-li un aspecte llampant. Diversos personatges mitològics, herois, monstres i dimonis eren els principals protagonistes de les històries mitològiques de tradició oral que s'hi representaven, com per exemple el Ramayana.
Avui dia, encara són vigents les seves representacions, ja que formen part de la seva cultura tradicional.

### El teatre d'ombres Xinès
A la Xina, aquesta classe de teatre no apareix fins al segle VII; existeixen notícies de companyies de teatre d'ombres durant la dinastia Tang (618-907), començant la seva expansió amb la dinastia Song (960-1279). S'anomenava "Piying", les siluetes solien estar fetes amb pells d'animals adobades, que solien ser de burro, búfal o de bou, i el simbolisme dels colors dominava el significat de cada figura. Per exemple: "el vermell significa lleialtat i integritat, el negre fermesa i rudesa, el groc temeritat, i el blau i el verd eren els colors dels dimonis, bandits, i altres". Una de les seves particularitats era que els seus caps eren intercanviables, a causa d'un fet supersticiós: eren figures ombra, de manera que si es guardaven amb els seus respectius caps, podrien cobrar vida durant la nit.
Respecte a les representacions, la seva temàtica tenia un gran repertori, però sempre es basava en històries de caràcter llegendari o fabulós, com per exemple les preses del llibre "Peregrinació a l'Oest" (una història xinesa amb certes similituds a Les mil i una nits). El mètode de treball dels titellaires era el següent: la figura del "Piying" es movia des del darrere amb l'ajuda de tres bastonets que l'agafaven de forma perpendicular, un d'ells servia per aguantar el cos i el cap, els altres dos per moure les mans, de manera que les cames penjaven en llibertat.
La universalització del nom d' "ombres xineses" es deu a la "delicada bellesa de les ombres de Pequín o del nord, i les cantoneses, o del sud. Podria ser també degut al fet que van arribar a Europa occidental el s. XVII a través de comerciants i viatgers, des d'Orient. Posteriorment, quan es va estendre de forma popular, la gent ja identificava aquest nom amb aquesta classe de teatre.

### El teatre d'ombres Indi
Després de l'èxit de l'espectacle d'ombres a la Xina i Java, aquest es va estendre fins a l'Índia, imitant-ne les particularitats com els personatges o les històries.
Les ombres índies, de la mateixa manera que les d'origen javanès, eren fabricades de cuir i acolorides amb tons brillants, però amb unes dimensions gegantines (fins a metro i mig d'alçada). Aquestes eren manejades a través d'un sistema de varetes per un sol artista que, a més a més, creava la banda sonora: veus i instruments. Les pantalles estaven fetes amb dos grans saris blancs, un sobre l'altre (creant així una superfície de 2x6 metres), i agafats per espines de palma datilera. El focus de llum tradicional era una làmpada d'oli.
Pel que fa a la temàtica, també solia ser d'aspecte llegendari o mitològics, com per exemple els poemes èpics de Mahabharata i Ramayana. Abans d'iniciar-se l'espectacle es realitzava un ritual per donar prosperitat o pau al públic. ☂
Com que solien mostrar històries que el públic sabia de memòria, les representacions podien durar tota la nit (o fins i tot si els titellers s'ho podien permetre, dies) i els assistents anàven, menjàven, dormien... El fet que no veiessin l'obra completa no era de vital importància, ja que ja coneixien el seu argument.

### El teatre d'ombres a Malàisia
A Malàisia, el teatre d'ombres és també conegut com a Wayang kulit, igual que a Indonesia. En javanès, wayang significa ombra o imaginació, mentre que kulit significa pell i fa referència al material amb el que estaven fabricats els ninots. Les històries representades eren normalment contes amb una moralitat i mites. Hi havia una educació moral a les funcions que eren normalment representades amb una batalla. El teatre d'ombres de Malàisia ha estat considerat un dels més antics exemples de l'animació que coneixem actualment. El Wayang kulit als estats del nord de Malàisia com Kelantan és similar i té una influència del teatre d'ombres de Tailàndia, mentre que el Wayang kulit a les parts del sud de la península, especialment a Johor, és portat d'Indonesia (tot i que varia una mica les històries que explica i les representacions).
Els titelles estan fetes principalment de cuir i manipulats amb pals o rosteixes de banya de búfal. Les ombres es projecten utilitzant una llàntia d'oli o, més endavant, una llum halògena sobre un fons de tela de cotó. A vegades s'associen amb la música de gamelan.

### El teatre d'ombres a Cambodja
El teatre d'ombres és també popular a Cambodja. Les seves representacions són realitzades durant cerimònies sagrades a temples, a funcions privades, i per al públic en general a petits pobles. Les representacions són acompanyades per l'orquestra de Cambodja Pinpeat.

### El teatre d'ombres a Tailàndia
El teatre d'ombres a Tailàndia és conegut com a Nang yai; al sud hi ha una tradició anomenada Nang Talung. Els titelles del Nang Yai estan fets normalment de cuir i de vímet. Les representacions solen ser acompanyades per una combinació de cançons i càntics. A Tailàndia, aquestes representacions van ser cancel·lades temporalment el 1960, ja que el teatre nacional es va incendiar. Les histories del Nang Yai han influenciat el cinema tailandès, incloent cineastes com Cherd Songsri i Payut Kgaokrachang.

### El teatre d'ombres otomà i els seus descendents turcs
La tradició turca del teatre d'ombres és coneguda com a Karagöz i Hacivat es va estendre al llarg de l'Imperi Otomà i va comptar amb personatges que representaven a tots els grups principals ètnics i socials d'aquella cultura. Eren representacions portades a terme per un sol mestre dels titelles, qui posava veu a tots els personatges i els acompanyava amb una pandereta. Els seus orígens són obscurs, tot i que probablement siguin derivats d'una font asiàtica.
Durant el segle xix, aquests personatges principals van ser adaptats a la llengua i cultura grega, Karagöz i Hacivat van esdevenir Karagiozis i Hadjiavatis i cadascun dels personatges van assumir personalitats gregues estereotipades. Aquesta tradició va prosperar per tota Grècia després de la independència com un entreteniment popular per a un públic pràcticament adult, en concret abans de l'aparició de la televisió. Malgrat tot, les històries van conservar els últims anys del període de l'Imperi Otomà. El teatre Karagiozis ha experimentat un cert renaixement els últims anys, amb la presència d'un públic més juvenil.

## Les ombres xineses a Europa

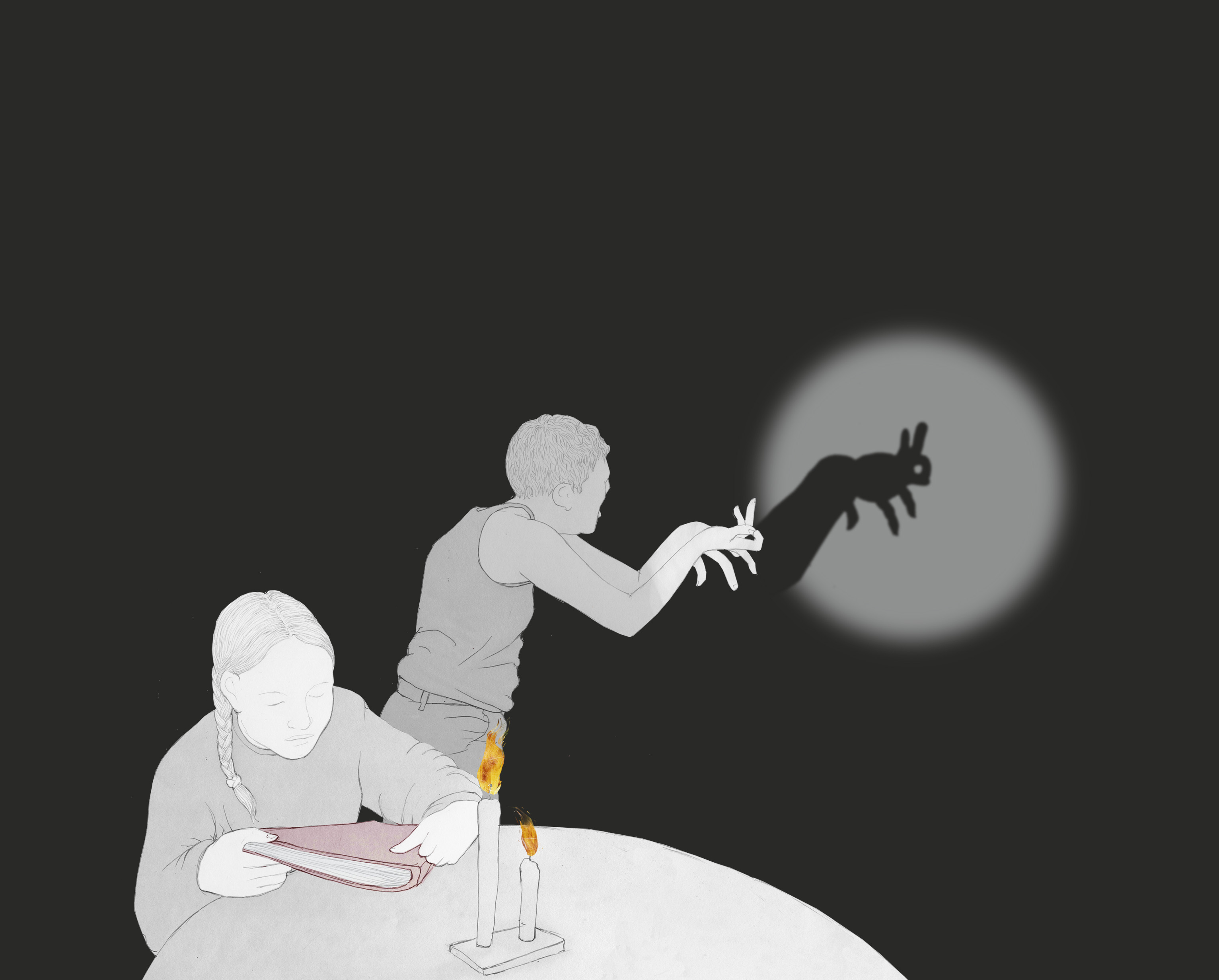
Teatre d'ombres, il·lustració del Museu Valencià d'Etnologia.

A Europa, on Marco Polo i els missioners jesuïtes ja havien portat notícia de les ombres xineses. es van fer molt populars a partir del segle xviii, especialment a França, gràcies a l'èxit del teatre d'ombres de Dominique Séraphin a la cort de Versalles. L'espectacle va arribar a l'Europa Occidental introduït pels comerciants amb l'Orient a principis del segle xvii que el van fer arribar via Persia, Aràbia i Turquia; l'autor anglès Ben Johnson les esmenta en un conte de 1633. En aquell moment la tècnica i les figures eren ja molt més sofisticades que als seus inicis, i les històries es basaven principalment en llegendes populars. Seguidament va assentar-se a Itàlia que és on hi ha la prova escrita més antiga del teatre d'ombres (1674). Els comediants i titellaires van portar el teatre d'ombres als Alps al nord d'Europa.
Les primeres funcions d'ombres xineses a Europa es van representar a Hamburg; no obstant, va ser a França on van tenir un èxit major entre el públic, gràcies als espectacles del francès François-Dominique Séraphin. L'èxit dels seus espectacles va dur a Séraphin a obrir una sala pública a Versalles, l'any 1772, que es va mantenir activa fins al 1870. A finals del segle xix les obres xineses van tenir una revifalla gràcies als espectacles que s'oferien en alguns cabarets i que s'anomenaven teatre d'ombres o ombromanies. Cal destacar els espectacles de Rodolphe Salis (1851-1897) a la seva sala Le Chat Noir, un cabaret inaugurat l'any 1881 on hi representava espectacles d'ombres xineses plens de textos atrevits i sàtira política o bé hi tractava temes escatològics o gairebé pornogràfics. A més a més, aquestes representacions anaven acompanyades de sofisticats efectes de llums i ombres, creades amb l'ajuda del pintor francès Henri Rivière, que produïen imatges impressionants que van impactar al públic.
A  l'Orient, era molt important la decoració dels titelles, portaven molts ornaments, ja que en un inici l'espectacle estava pensat per veure els titelles. Els homes se situaven veient les figures que tenien una tela darrere, com un espectacle de titelles, mentre que les dones s'havien de situar darrere de la tela. Va ser llavors que van veure com d'interessant era el que es veia des de darrere la tela. En canvi, a Europa, l'important era la forma de les ombres i el seu moviment, per això els titelles que es van construir, eren més senzills, fets de materials opacs com fusta, cartró o metall. Es van crear uns sistemes subtils de fils i filferro per tal que no es veiés com es realitzava el moviment de les figures.
De la mateixa manera que a l'orient, la llum provenia de làmpades d'oli i entorxes. Les flames parpellejaven i creaven ombres agitades, cosa que feia que els titelles s'haguessin de mantenir drets contra la pantalla per tal que la forma quedés nítida.  Arxivat 2017-11-11 a Wayback Machine.
L'any 1926, l'animadora alemanya Lotte Reiniger va recuperar la tècnica de les ombres xineses per a la seva pel·lícula animada Die Abenteuer des Prinzen Achmed; on per produir les imatges es va servir de manipular retalls de cartró i làmines fines de plom davant la càmera.

## Les ombres xineses a Catalunya

### Aparició i primers anys[8]
Segons historiadors com Amades o Curet les ombres xineses van ser introduides a catalunya a principis del segle xix, primer com a passatemps en les reunions familiars, i a partir de l'any 1800 a través d'espectacles públics, per companyies professionals italianes com Frescara, de Giacomo Chiarini. Tot i així no se sap si al llarg del segle anterior ja podria haver-hi cap tradició d'ombres xineses. La majoria d'informació que es troba se centra a Barcelona.
A partir d'aquest mateix any, l'italià Giacomo Chiarini, va oferir funcions d'ombres en llocs públics com el teatre Laurel i el Teatre de Traspalacio o el Teatre de les Olles al barri de la Ribera. Els primers espectacles van ser molt simples, amb obres com la Baralla de dos homes en una taverna i Caiguda d'un home des de dalt d'un arbre mentre tallava una branca. Aquests anirien evolucionant i adquirint complexitat, com es mostra en obres com La caça de l'lleó, Tempestat a alta mar, El diluvi universal i Els animals de les quatre parts de l'món.
Les del principi eren un tipus de ombres principalment pensades per un públic adult, tot i que es creu que n'hi van haver dirigides als infants tenint en compte la innocencia d'algunes. Aquestes obres es representaven en hostals com “L'escut de França”, teatres com el de Santa Creu, el de “Traspalacio” o el teatre del “Laurel”, i també en palauets de La Barcelona antiga. 
En el període comprès entre 1830 i 1850 va ser el període de màxima esplendor de les representacions d'ombres a Barcelona, on es van representar grans èxits teatrals de Narcís Company, Conrad Roure i Federico Soler, entre d'altres. A més, es represnetaven sainets i entremesos d'autors anònims que formaven part de la literatura anomenada "canya i cordill". Aquest seria un dels motius pel qual es referiria al teatre d'ombres com l'antecendent més proper del teatre a Catalunya. Alguns dels representants més destacats que es dedicaven professionament a l'ofici d'ombrista van ser el català Miquel Navas, Joan Vall i Ramon Pascual, l'últim dels quals va realitzar un recull en 1837 dels sainets representats a casa seva sota el nom Llibreta de Sainets per a ombres. Quant a la procedència de les obres, molts dels sainets representats eren de “Pitarra”, Josep Robreño o Andreu Amat. A més, a partir dels anys 30 del segle xix les representacions d'ombres caseres van ser molt populars, anomenades ombres de “Sala i alcova” als salons de la burgesia. Destaquen les de la família Caponata (de 1837 a 1847) i les del teatre de la família Cuyàs (de 1876 a 1877) o els Tusquets. La demanda va ser molt àmplia i a les dècades dels seixanta i els setanta d'aquest segle es van editar nombrosos fulls de retallables amb ombres impreses, de vegades copiant i imitant espectacles d'ombres franceses.
A partir de l'any 1887, la representació ocasional d'ombres va entrar en decadència a la ciutat de Barcelona. Van perdre molt prestigi a partir de la popularització d'un altre estil de representació, com els que s'ofertaven al Saló o Teatre Màgic fundat per Joaquim Partagàs i Jaquet en 1894, a l'estil del Robert Houdin a París o de l'Egyptian Hall de Londres.
La tradició d'ombres xineses es va recuperar breument a Barcelona a Els Quatre Gats, imitant el cabaret de París Le Chat Noir, en el qual van col·laborar diversos prestigiosos artistes catalans com Ramon Casas, Enric de Fuentes i Enric Morera, entre d'altres. A partir d'aquest moment, aquesta tipologia d'espectacle desapareix, però posteriorment es va utilitzar de manera esporàdica en certs espectacles.

### La família Drouillat[9]
Els Drouillat era una família d'artistes d'origen belga dedicats als espectacles de malabars, però posteriorment es van dedicar a les representacions d'ombres. Amb ells es va tornar a recuperar aquesta tradició en Catalunya l'any 1906, amb la seva primera actuació al teatre El Dorado de Barcelona. La seva trajectòria com sombristas amb el nom de Los Joannys s'estendria durant més de setanta-cinc anys, fins a 1969.
Charles Drouillat, fill del fundador d'aquesta família d'artistes, va inventar un seguit d'artefactes per a la millora de les representacions d'ombres. Entre els seus invents destaquen un arc voltaic de bronze que projectava una llum freda de 5.100 lúmens, el que proporcionava major nitidesa a les ombres i permetia la seva projecció a gairebé un quilòmetre de distància. També va introduir les ombres en color, que s'aconseguia mitjançant tres prismes que donaven raigs dels colors de l'arc de sant Martí. A més, mitjançant un llum sota aquest aparell, la lent de la qual era un tanc d'aigua acolorida, s'aconseguia projectar colors que tenyien el fons de les imatges. Aquest artefacte va rebre el nom de Multicolor, i permetia la projecció en grans dimensions tant d'elements opacs com transparents.
A més d'això, Drouillat va inventar les ombres en relleu o anàglifs, que necessitaven ser vistes amb unes ulleres especials, però va vendre la patent a una empresa dels Estats Units. Drouillat destacarà també per inventar les ombres blanques, una inversió que mostrava una ombra blanca sobre un fons negre. Finalment, va idear les ombres de raigs X, mitjançant un artefacte que aconseguia el mateix efecte d'una radiografia però sense radiació.
També formaria un grup amb la seva dona i el seu fill anomenat Els 3 Joannys, que oferien les seves representacions d'ombres arreu del món, a més de treballar en pel·lícules d'ombres. Destaca l'actuació que van realitzar el 1936 per al canal de televisió de la BBC a Londres. La seva última aparició va ser el 1969, en una la sala de festes d'Eivissa.

### Els Quatre Gats
Els Quatre Gats va ser un hostal, cabaret, restaurant obert el juny del 1897. S'hi van representar espectacles d'ombres,tot i que han estat més estudiats els de titelles. S'hi van representar obres d'ombres durant un curt període. Tot i així l'estil d'ombres que es representaven estava influenciat per l'ambient parisenc i no per l'antiga tradició pròpia. Aquests espectacles van durar uns cinc mesos fins que van ser substituïts per espectacles de titelles.

## El paper de la dona en les ombres xineses[calcitació]
En els orígens de les ombres xineses, les dones tenien un paper molt peculiar. Es pensava que la dona no era digne d'admirar tal espectacle i primerament se'ls va prohibir l'entrada. Un temps més tard es va permetre que ho veiessin amb una condició, s'havien de situar darrera el teló del fons de l'escenari, mentre que els homes podien romandre a la part de davant. D'aquesta manera, les dones no podien observar amb claredat les ombres, ni molt menys apreciar els detalls de les figures.

## Precedents del cinema
Concebudes originalment com a joc infantil, les ombres xineses van donar vida al teatre d'ombres que, procedent d'Orient, es va popularitzar a Alemanya i França, i posteriorment a tot el món. Les ombres xineses constitueixen un dels primers esforços per materialitzar l'afany humà ancestral de reproduir el moviment sobre una pantalla, i en aquest sentit es poden concebre com un antecedent remot del cinema.